# فرودگاه منطقه‌ای سچومبورگ
فرودگاه منطقه‌ای سچومبورگ (به انگلیسی: Schaumburg Regional Airport) یک فرودگاه همگانی بهره‌برداری هوایی است که یک باند فرود بتن دارد و طول باند آن ۱۱۵۸ متر است. این فرودگاه در شهر شیکاگو کشور ایالات متحده آمریکا قرار دارد و در ارتفاع ۲۴۴ متری از سطح دریا واقع شده است.